# Trzydniowiański Wierch

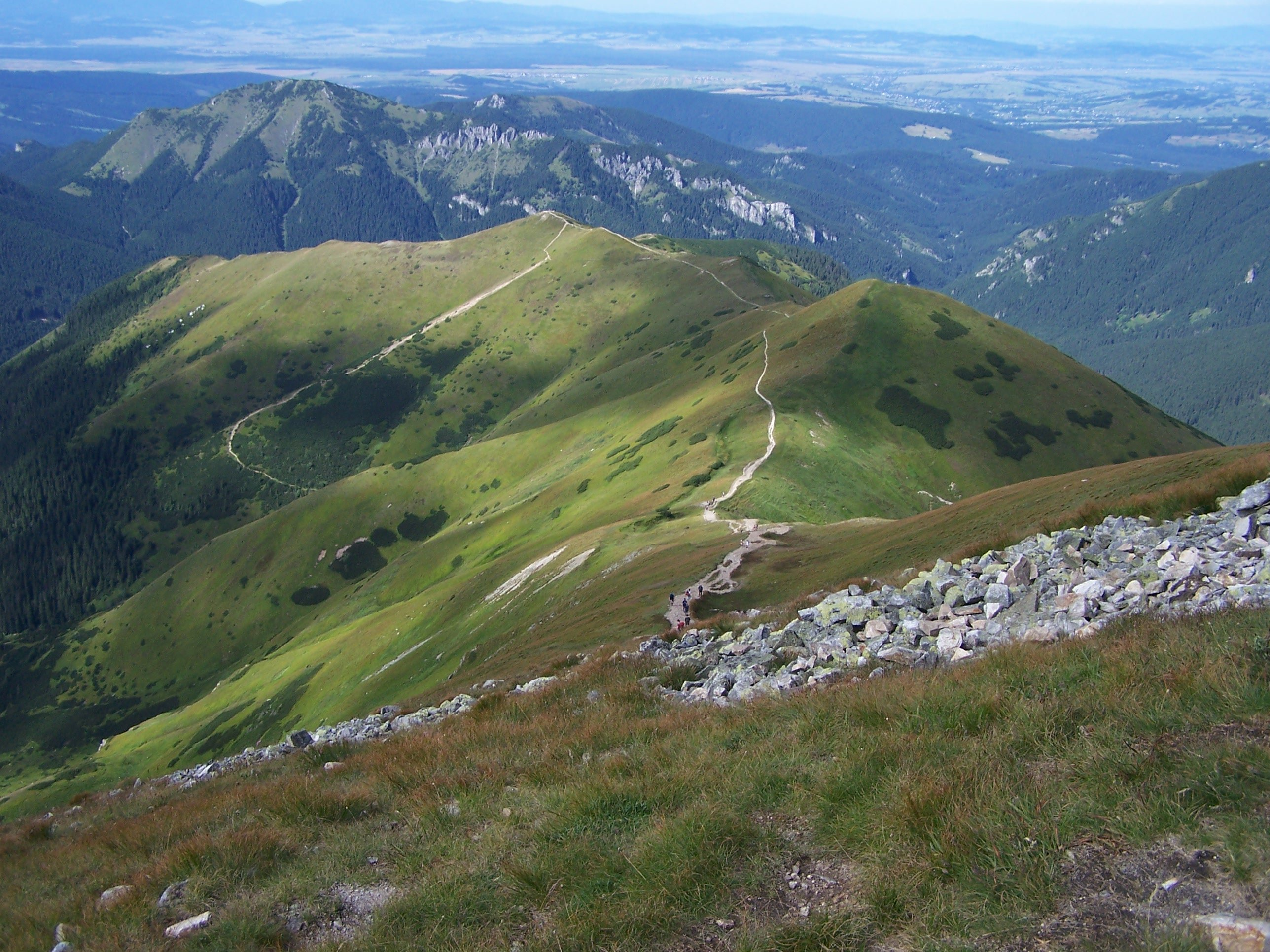
Trzydniowiański Wierch i Czubik, w głębi Bobrowiec i Hrubas

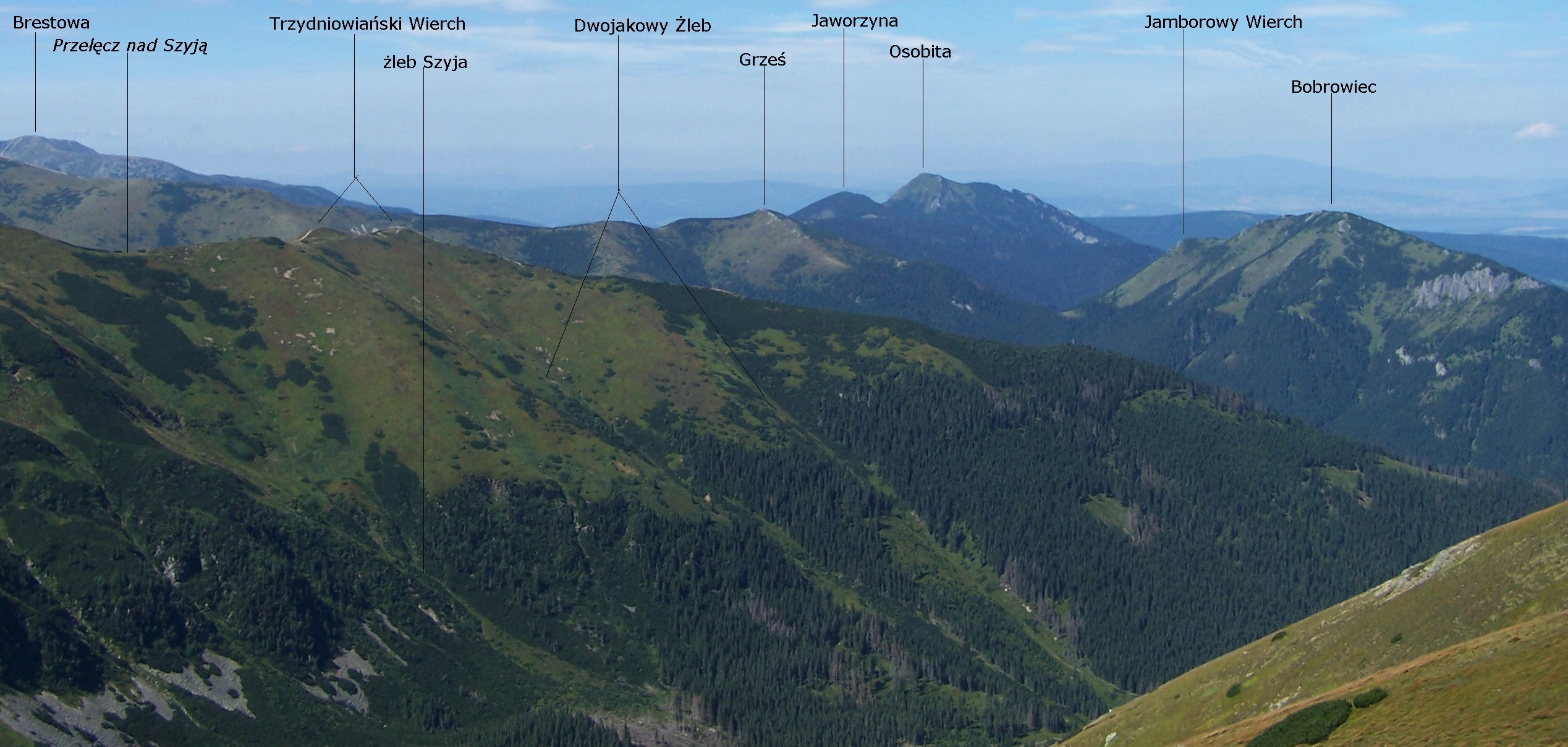
Trzydniowiański Wierch widziany z Ornaku

Trzydniowiański Wierch (1758 m) – szczyt w polskich Tatrach Zachodnich.

## Topografia
Znajduje się w dość długiej północnej grani Kończystego Wierchu i jest ostatnim na północ wybitniejszym szczytem w tej grani. Ma trzy grzbiety:
- południowy, leżący w tej grani,
- północny, zwany Kulawcem i będący jej przedłużeniem,
- północno-zachodni zakończony wzniesieniem zwanym Ropą[1].

Trzydniowiański Wierch sąsiaduje ze znajdującym się na południe Czubikiem (1845 m), od którego oddzielony jest Przełęczą nad Szyją (1754 m). Pomiędzy północną i północno-zachodnią granią Trzydniowiańskiego Wierchu znajduje się wąska Dolina Trzydniowiańska oraz krótszy od niej żleb Krowiniec.
Trzydniowiański Wierch ma dwa wierzchołki. Niższy ma wysokość 1758 m. Na południe, ok. 150 m od niego w południowej grani znajduje się drugi, nienazwany wierzchołek o wysokości 1762 m. Wschodnie stoki Trzydniowiańskiego Wierchu opadają do Doliny Starorobociańskiej (wschodnie odgałęzienie górnej części Doliny Chochołowskiej). Znajduje się w nich kilka żlebów, w kierunku od północy na południe są to: Mokry Żleb, Wydarty Żleb i Dwojakowy Żleb. Południowo-zachodnie stoki opadają do Doliny Jarząbczej (zachodnie odgałęzienie górnej części Doliny Chochołowskiej). Znajduje się w nich grzbiet Pośredniej Kopy oddzielający Szeroki Żleb od Wąskich Żlebków.

## Opis szczytu
Dawniej był wypasany. Zbocza północne wchodziły w skład Hali Trzydniówka i od niej pochodzi nazwa szczytu. Zbocza zachodnie wchodziły w skład Hali Jarząbczej. Zbudowany jest ze skał metamorficznych; alaskitów przewarstwionych mylonitami. Na zachodnich zboczach wystają z nich białe skałki z kwarcytu, nazywane Gęsiami. W jego północno-zachodnich stokach prowadzono w XIX wieku, a prawdopodobnie już w XVIII prace górnicze. Górne partie porośnięte są niską murawą z sitem skuciną i kępami borówek, które jesienią przebarwiają stoki na czerwono. Z wierzchołka rozciągają się widoki na Tatry Zachodnie, w tym pobliski Kominiarski Wierch i Ornak. W zimie bywa odwiedzany przez narciarzy.

## Szlaki turystyczne
– czerwony, zataczający pętlę od Polany Chochołowskiej przez Wyżnią Jarząbczą Polanę i Jarząbcze Szałasiska na szczyt Trzydniowiańskiego Wierchu, stąd grzbietem Kulawca i Krowińcem do polany Trzydniówki w Dolinie Chochołowskiej.
- Czas przejścia z Polany Chochołowskiej na szczyt: 2:20 h, ↓ 1:50  h
- Czas przejścia ze szczytu do Polany Trzydniówka: 1:35  h, ↑ 2 h

 – zielony szlak, trawersujący wierzchołek Czubika i prowadzący na Kończysty Wierch. Czas przejścia: 50 min, ↓ 40 min